# Halvars, Ludvika kommun
Halvars är en bebyggelse väster om Väsman nordväst om Ludvika i Ludvika kommun. Från 2015 avgränsar SCB här en småort. Fram till 2015 räknades bebyggelsen till tätorten Gonäs.